# フランク・マーカウスキー
フランク・ヒューズ・マーカウスキー（英: Frank Hughes Murkowski、1933年3月28日 - ）は、アメリカ合衆国の政治家である。1981年から2002年までアメリカ合衆国上院議員、2002年から2006年まで11代目アラスカ州知事を務めた。

## 上院
アメリカ合衆国上院でマーカウスキーは1995年から2001年までアメリカ合衆国上院エネルギー天然資源委員会の委員長を務めた。また、北極圏野生生物保護区内において石油掘削を試みることを主張したが、当時の委員長によって否決された。